# Застава LK M98
Застава М98/48 (често називана Мод.98/48, Модел 98/48, Југо К98к) је била поправљена пушка са затварачем, са чахуром за маузер 7,92×57 мм, која је привремено усвојена у годинама послије Другог свјетског рата од стране Југословенске народне армије. Овај дизајн представља Маузер Кар98к коју су оставили Нијемци или је заробљена од стране партизана током Другог свјетског рата.

## Историја
Убрзо након Другог свјетског рата, новоформирана Социјалистичка Федеративна Република Југославија покушала је да поново наоружа своје војне снаге. Главни проблем са којим се југословенска влада морала суочити био је недостатак средстава и страх од скорог сукоба са Совјетским Савезом. Нова послијератна социјалистичка влада пристала је да одложи неке од захтјева за њемачку одштету, умјесто тога да од западних савезника добије заробљене дијелове, некомплетне пушке, заробљене пушке и дијелове који су још увијек нетакнути за производњу Маузер оружја. Нађено је привремено рјешење у поправци пушака које су партизани заплијенили или које су пристигле из западне Европе. Пројекат је трајао само неколико година и до 1947. године већина ратних пушака је прегледана, поправљена и предата ЈНА. Обзиром да је Југославија као земља која је првобитно била произвођач пушака Маузер прије Првог и Другог свјетског рата, имала квалификоване раднике за производњу пушака. Маузери југословенске производње (заробљени) били су познати по својој поузданости, великој прецизности, ефективном домету и нису захтијевали нову фабрику масовне производње - захваљујући чињеници да су све компоненте пушака већ биле доступне. Ове пушке никада нису биле у великој употреби све док нису биле ускладиштене. Неке од ових пушака су коришћене као снајперска пушка током југословенских ратова 1990-их. Пушке су машинском обрадом прилагођене за прихватање нових телескопских нишана локалне производње - серије ЗРАК.

## Детаљи дизајна
Ове пушке су заправо пушке Карабинер 98к које је оставила Њемачка или их је заробила партизанска војска маршала Тита. Упркос називу пушака (што може довести до неспоразума), једина разлика између нацистичког њемачког К98к и Заставе М98/48 састоји се у ознакама и предњем појасу цијеви. Оне су практично идентичне једна другој, пошто су у суштини и даље исте пушке.

## Ознаке
Оригиналне њемачке ознаке су очишћене и замењене југословенским. Најуочљивије ознаке су Југословенски грб и „Предузеће 44“ (односи се на локацију на којој је обновљено; на пример „Предузеће 44“ је скраћеница за „Институт 44“-Крагујевац, Србија-садашња локација Заставе оружја) присутне на прстену пријемника. Још једна примјетна ознака је она која се налази на лијевој страни пријемника, "Мод. 98/48". „/48“ нема на свим пушкама које су ремонтоване пре 1950. године.